# Dvodihalice
Dvodihalice (lat. Dipnoi, Dipneusti), razred slatkovodnih riba iz gigarazreda mesoperki. Jedini njegov red je Ceratodontiformes. To su slatkovodne ribe koje žive u rijekama i močvarama tropskih područja Južne Amerike, Afrike i Australije. 

## Opis
Dvodihalice su ribe s hrskavičnom, djelomično okoštanim kosturom. Uz škrge imaju plivaći mjehur koji služi za disanje atmosferskog zraka, zbog čega im je i srce složenije građe od ostalih riba.
Najveće dvodihalice su australska dvodihalica (Neoceratodus forsteri) i doko (rod Protopterus) koji narastu do dva metra te brazilski kanamuru ili južnoamerička dvodihalica (Lepidosiren paradoxa) koji naraste do 125 cm.

## Živi redovi
- Red Ceratodontiformes
  - Porodica Ceratodontidae †
  - Porodica Neoceratodontidae - australske dvodihalice
  - Porodica Lepidosirenidae - južnoameričke dvodihalice
  - Porodica Protopteridae - afričke dvodihalice

## Fosili
Najstariji fosil pripada porodici Diabolichthyidae iz donjeg devona u Yunnanu, Kina, za koju još nije jasno jeli bila morska ili slatkovodna vrsta.
- Diabolichthyidae †
- Uranolophidae †
- Dipteridae Owen, 1846 †
- Phaneropleuridae †
- Rhinchodipteridae †
- Conchopomatidae †
- Uronemidae †
- Ctenodontidae †
- Gnathorhizidae †

- Protopterus aethiopicus
- Protopterus annectens
- Protopterus dolloi
- Lepidosiren paradoxa
- Neoceratodus forsteri
- Ceratodus rectangulus
- Dipterus valenciennesi